# Jazzgitarre

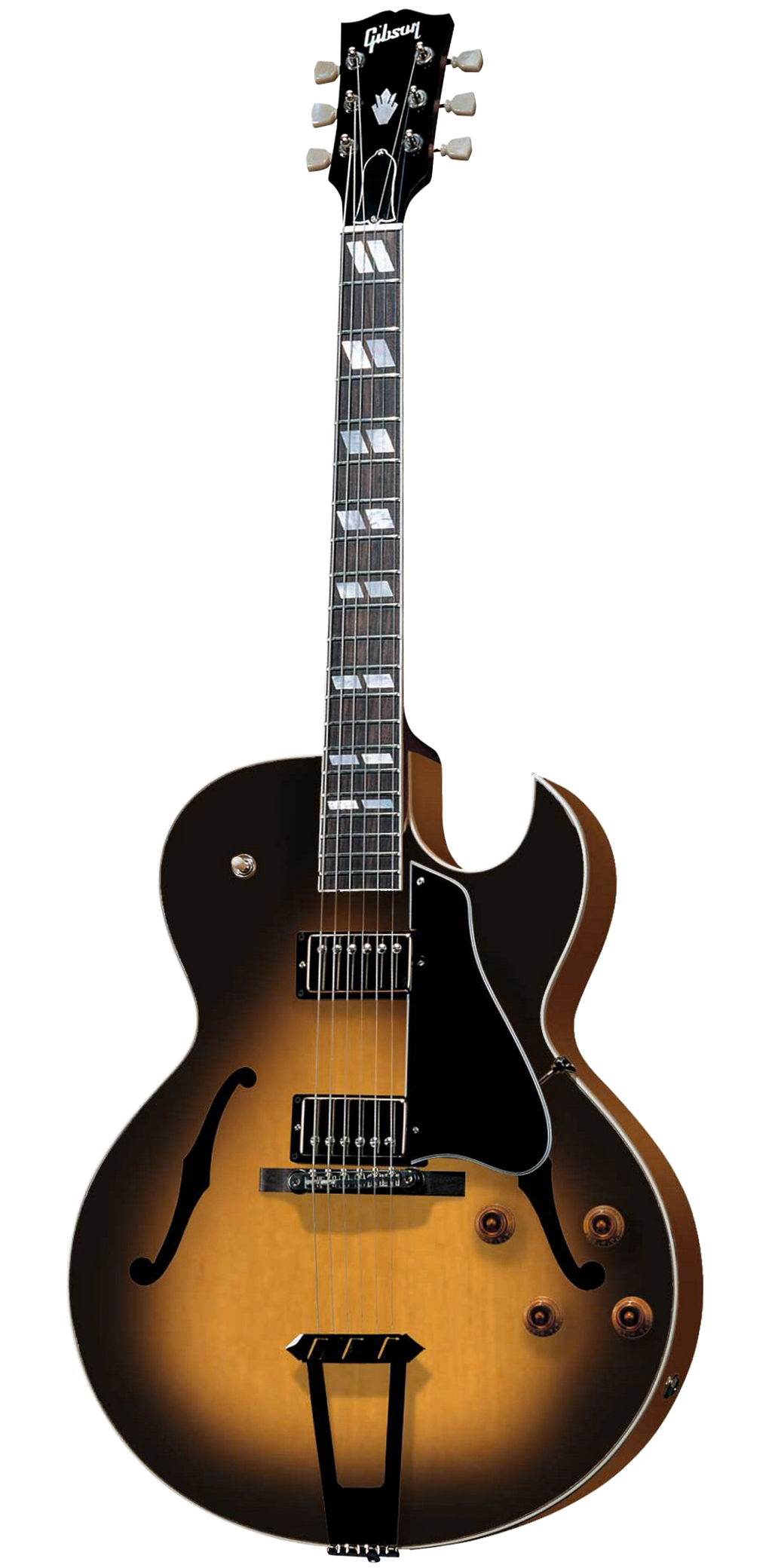
Gibson ES-175 Halbresonanzgitarre

Der Begriff Jazzgitarre bezeichnet die Rolle der Gitarre im Jazz, insbesondere die im Laufe der Jazzgeschichte entstandenen spezifischen Spiel- und Grifftechniken. Typisch sind der Einsatz von Jazz-Akkorden sowie das Akkord-Melodie-Spiel, bei dem Melodien mit Jazz-Harmonik harmonisiert werden.

## Das Instrument und seine Bauformen
Gitarren in der an die Konstruktionsform von Streichinstrumenten angelehnten Vollresonanz-Bauweise – Archtops mit Hohlkorpus (Hollowbody), mit oder ohne Tonabnehmer – sind bis in die Gegenwart bei traditionell orientierten Jazzgitarristen besonders verbreitet und werden deshalb häufig als „Jazzgitarren“ bezeichnet. Sie haben häufig einen Cutaway, um das Spiel oberhalb des 14. Bundes zu erleichtern.

## Die historische Entwicklung der Gitarre als Jazz-Instrument
Die Geschichte der Jazzgitarre begann Anfang des zwanzigsten Jahrhunderts in den Vereinigten Staaten mit verschiedenen Musikrichtungen, die von den Nachkommen von Afrikanern entwickelt wurden, welche in vorhergehenden Jahrhunderten in die Sklaverei verschleppt worden waren.

### Die Anfänge der Jazzgitarre
In der afroamerikanischen Volksmusik – Field Hollers, Worksongs, Spirituals, Gospelmusik und Blues – wurde die Gitarre zunächst nur als rein akustisches Instrument von Sängern, Solisten sowie in kleinen Ensembles als Begleitinstrument für Gesang eingesetzt. In größeren Musikgruppen war die Gitarre bis in die 1920er Jahre eine Randerscheinung – aufgrund ihrer im Vergleich zu Piano und Bläsern geringen Lautstärke war sie weitgehend auf die Rolle als ein zur Rhythmusgruppe von Orchestern und Combos zählendes Begleitinstrument festgelegt. Dies änderte sich ab etwa Mitte der 1930er Jahre mit der neu entwickelten elektrischen Verstärkung von Gitarren. Durch den so gewonnenen Lautstärkezuwachs kann die Gitarre seitdem auch in lauteren Musikgruppen als Melodie- und Solo-Instrument eingesetzt werden und ersetzte häufig das bis dahin im Jazz übliche Banjo. Als vollwertig einzusetzendes Instrument gewann die Gitarre nicht nur im Jazz an Popularität und Bedeutung.

### Die Gitarre im frühen Jazz
Namhafte Gitarristen des frühen Country Blues waren Leadbelly und Blind Lemon Jefferson mit Single-Note-Spiel im Blues. Musiker wie Blind Blake und Blind Boy Fuller haben den Ragtime auf die Gitarre übertragen. Gespielt wurden zunächst einfach konstruierte Gitarren mit Stahlsaiten, ab 1930 dann auch Dobros und andere Resonatorgitarren, um Lautstärke zu gewinnen.
Das Instrument wird ab 1920 gelegentlich vom Multiinstrumentalist Lonnie Johnson bei den Jazz-O-Maniacs gespielt, der 1927 mit Louis Armstrong arbeiteten: Johnson spielte als einer der Ersten Single-Note-Melodien auf der Gitarre in Jazz-Orchestern. Ein weiterer aus New Orleans stammender Rhythmusgitarrist und Banjospieler war Johnny St. Cyr, der u. a. bei Jelly Roll Morton, King Oliver und Armstrong spielte. Lonnie Johnson, der von Anfang an auch als Solist hervortrat, hat vor allem Eddie Lang, den wichtigsten Gitarristen des Chicago-Stils beeinflusst. Von St. Cyr ist wiederum Eddie Condon geprägt, Akkordmusiker und Vertreter der Dixieland und Chicago-Stil-Szene in New York. Dagegen kommt Elmer Snowden vom Harlem Banjo, das in seiner Spieltradition eher auf den Ragtime als auf den Jazz aus New Orleans zurückgeht.

### Die Gitarre in der Big-Band- und Swing-Ära

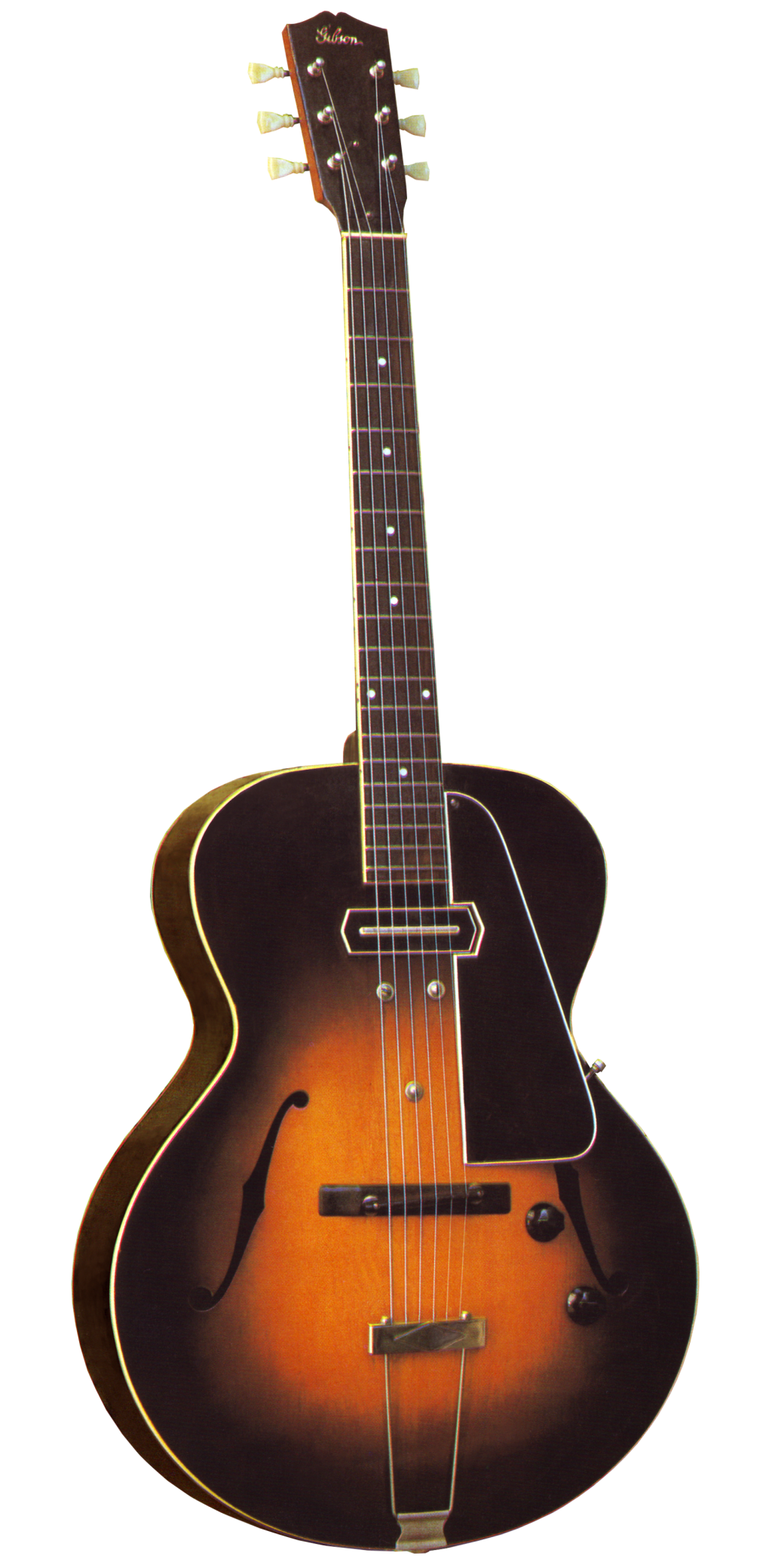
E-Gitarre Gibson ES-150 aus dem Jahr 1936

Für die Gitarre als Teil der Rhythmusgruppe in Big Bands des Swing steht der Name von Freddie Green; dieser prägte mit seinem elastischen Spiel als elementarer Teil der Rhythmusgruppe den Sound der Basie-Band; Green gilt als der „überragende Vertreter der rhythmischen Akkordspielweise“ (Berendt/Huismann). Um in einer Big Band die Rhythmusgitarre hörbar zu machen, entwickelte man lautere Instrumente mit voluminösem Korpus. Beispielhafte Modelle sind die Gibson L-5 (seit 1924), die Gibson Super 400 oder die Epiphone Emperor.
Die Entwicklung der elektrisch verstärkbaren Schlaggitarre in den USA seit Mitte der 1920er-Jahre war die Voraussetzung für die Weiterentwicklung der Gitarre als Melodieinstrument im Jazz der 1930er- und 40er-Jahre. Beispiele für diese frühen E-Gitarren sind die Rickenbacker Spanish-Electric (1935) und die Gibson ES-150 (1936). Bereits 1935 spielte Eddie Durham (damals Gitarrist und Posaunist bei Jimmie Lunceford) ein erstes elektrisches Gitarrensolo: Hittin’ the Bottle. Er spielt dabei die Tonfolge weitgehend auf einer Saite (single string). Um 1937 begann die Emanzipation der Gitarre von ihrer Rhythmusfunktion. Um die Durchsetzung der elektrischen Gitarre als gleichberechtigtes Melodieinstrument macht sich ab 1939 besonders der schon 1937 von Durham zum Spiel der E-Gitarre angeregte Charlie Christian in der Band von Benny Goodman verdient. Seine Melodielinien orientierten sich an den Soli der Bläser. Weiterhin sind hier Musiker wie George Barnes, Leonard Ware und in Europa Eddy Christiani zu nennen.

### Django Reinhardt
Einen entscheidenden Beitrag zur Entwicklung der Jazzgitarre leistete Django Reinhardt. Er wird als einer der Begründer des europäischen Jazz angesehen. Er und die anderen Gitarristen des Hot Club de France wie Baro Ferret kamen vom Banjo und spielten seit Anfang der 1930er Jahre zunächst von dem italienischen Gitarrenbauer Mario Maccaferri für Henri Selmer entworfene Akustikgitarren, die beim D-Type oft mittels eines internen Resonators verstärkt wurden (Reinhardt spielte allerdings nie eine Gitarre mit Resonator). Reinhardt verarbeitete unter anderem auch Einflüsse vom Flamenco und russischer Folklore, im Jazz beruft er sich auf Eddie Lang. Michael Dregni Gypsy Jazz: In Search of Django Reinhardt and the Soul of Gypsy Swing Oxford: Oxford University Press 2008. Er beeinflusste zu Lebzeiten (und auch heute noch) unzählige Gitarristen wie Joe Pass, Larry Coryell, Christian Escoudé, Biréli Lagrène und Philip Catherine.

### Bebop, Cool und Jazzgitarre

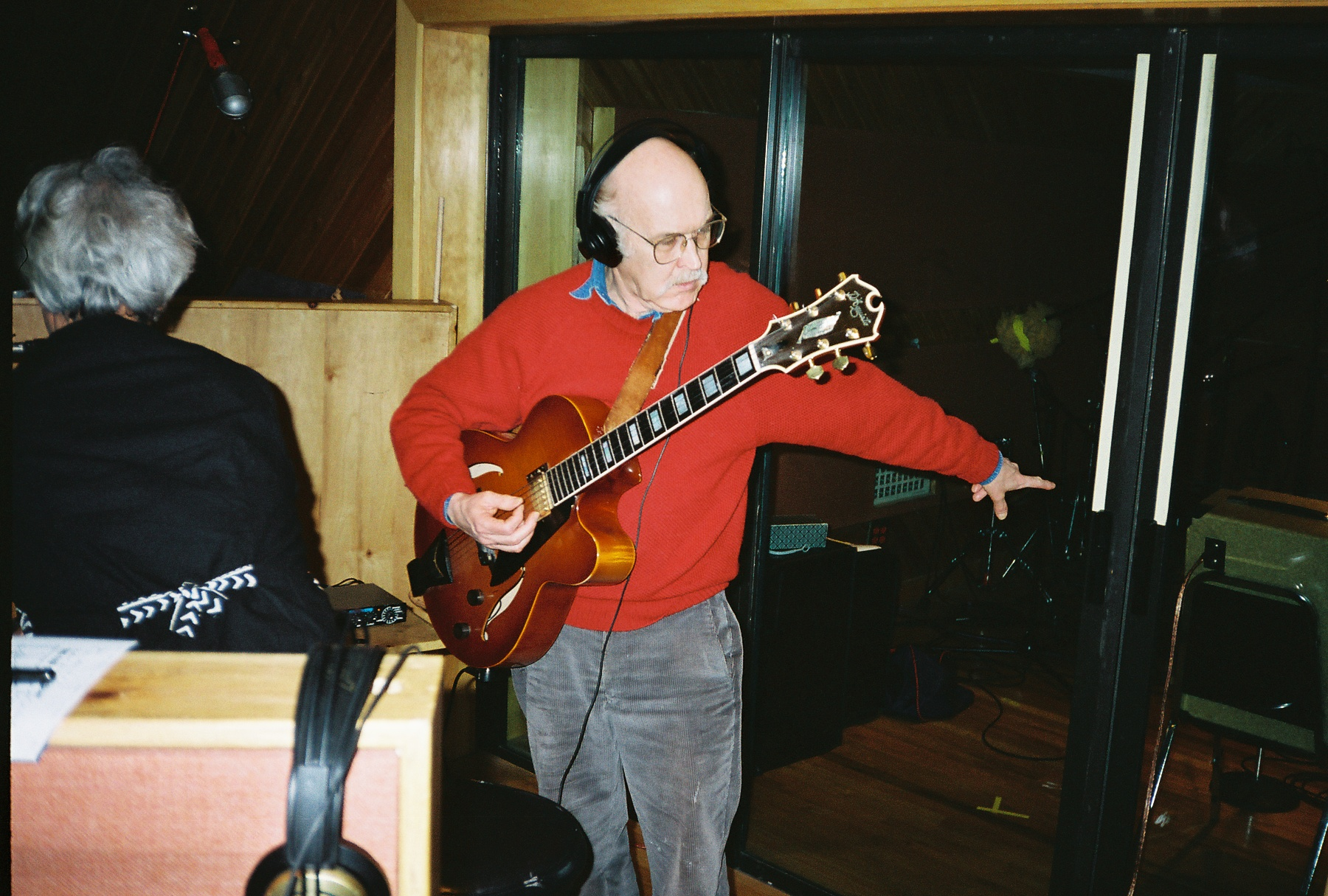
Jim Hall bei den Aufnahmen zum Album Something Special (1993)

Insbesondere Charlie Christian, der 1942 mit bereits 25 Jahren verstarb und bei den Sessions in Minton’s Playhouse an der Entwicklung des Bebop beteiligt war, kann als prägend für die nachfolgende Gitarristen-Generation bezeichnet werden. Die 1950er und 1960er Jahre des Jazz sind weit stärker von der Gitarre geprägt als die vorhergehende Epoche, was nicht zuletzt den neuen Möglichkeiten geschuldet ist, die sich aus der technischen Weiterentwicklung der E-Gitarren ergeben.
Die E-Gitarre als vollwertiges Band-Instrument erlaubt den Einsatz als kombiniertes Rhythmus- und Melodieinstrument in kleineren Ensembles (Trios, Quartette) des Bebop, bei Nat Cole der Gitarrist Oscar Moore, ferner bei Art Tatum die Gitarristen Tiny Grimes und später Everett Barksdale. Wichtige Jazz-Gitarristen dieser Periode sind zunächst Tal Farlow, Kenny Burrell, Barney Kessel und Herb Ellis (die beiden letzten in Trios von Oscar Peterson sowie als Bandleader), Grant Green, Joe Pass, Jimmy Raney und George Benson. In Deutschland sind Coco Schumann und Johannes Rediske zu nennen.
Im Cool Jazz hat die Gitarre fast keine Funktion mehr als Rhythmusgitarre: Hier ist zunächst Billy Bauer (Tristano-Schule) zu nennen, der mit Warne Marsh und Lee Konitz (Duo: „Rebecca“) arbeitete sowie Jimmy Raney, Attila Zoller und Jim Hall. Mit seinem konzentrierten, lyrischen Spiel jenseits der Blockakkorde und dem klaren, warmen Klang ist Halls Bedeutung für die Entwicklung der Gitarre im Jazz mit der keines anderen Gitarristen seiner Generation vergleichbar.
Über den Latin Jazz sind auch akustische Gitarristen wie Charlie Byrd, Laurindo Almeida sowie Oscar Castro-Neves und später João Bosco, Egberto Gismonti oder Badi Assad einflussreich.

### Free Jazz, Fusion und die weitere Entwicklung

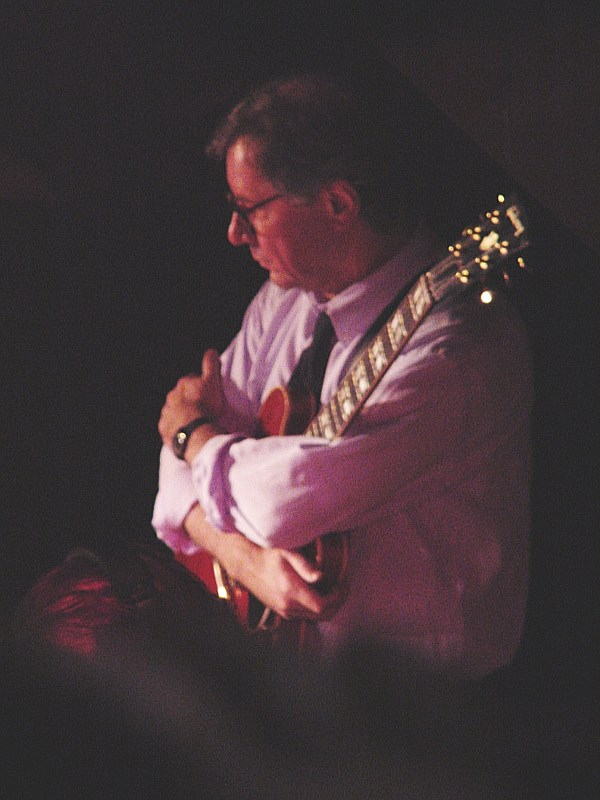
Der Jazz-Gitarrist Volker Kriegel, 2002

Die 1960er Jahre waren vor allem vom seinerseits neue Maßstäbe setzenden Wes Montgomery geprägt. Als Ende der 1960er Jahre der von puristischen Klangidealen geprägte Jazz zunehmend vom Jazz-Rock abgelöst wurde, bedeutete dies auch für die Jazz-Gitarre einen Umbruch. Während der Stil eines Wes Montgomery z. B. von Pat Martino, Joe Pass und George Benson weiter gepflegt wurde, entwickeln Gitarristen wie Attila Zoller seit den frühen 1960er Jahren und später auch Rudolf Dašek eine freie Tonsprache. Die Möglichkeiten im Free Jazz wird durch Gitarristen wie Sonny Sharrock, der sich die Möglichkeiten des Feedbacks bereits angeeignet hat und dessen zunächst aggressiver Ton, der Geräusche einbezieht und von den Überblaseffekten der Saxophonisten John Coltrane, Pharoah Sanders und Albert Ayler beeinflusst ist, und in Europa vor allem durch Derek Bailey weiterentwickelt. Beide haben die Clustertechnik vom Klavier auf die Gitarre übertragen.
Daneben waren auch von der Rockmusik beeinflusste Gitarristen wie John McLaughlin und Larry Coryell für die Jazz-Gitarre der 1970er Jahre innovativ. Stilbildend für die E-Gitarre im Fusion und Jazz-Rock war seit den späten 1960er Jahren zunächst John McLaughlin, zu hören auf den Miles-Davis-Alben In a Silent Way 1968, Bitches Brew 1969 und A Tribute to Jack Johnson 1970 sowie auf seinen Soloalben wie Extrapolation (1969) oder My Goal's Beyond (1970). In seinen verschiedenen Projekten wie dem Mahavishnu Orchestra oder Shakti gehörte er zu den wegweisenden Figuren der Fusion-Musik. Zu erwähnen als Pionier ist hier auch Volker Kriegel im Dave Pike Set und mit seiner Gruppe Spektrum sowie Jerry Hahn. Gitarristen wie Terje Rypdal, Allan Holdsworth, Christy Doran, Pat Metheny, Danny Toan oder Al Di Meola, aber auch Claude Barthélemy, Philip Catherine und Toto Blanke nehmen diesen Faden weiter auf. Hinzu kommt im akustischen Bereich Ralph Towner insbesondere mit seinen Soloproduktionen und auf der zwölfsaitigen Gitarre, aber auch James Emery.
Stilbildend ist auch der Gitarrist John Abercrombie mit seinem Album Timeless (1974) mit Jan Hammer und seiner Formation Gateway (1975) mit Dave Holland und Jack DeJohnette. Weitere von der Fusion-Bewegung beeinflusste Jazz-Gitarristen sind ab Ende der 1970er Jahre insbesondere Mike Stern und John Scofield bei Miles Davis und später in ihren Solo-Projekten, wobei sie für ihre Musik Einflüsse aus Weltmusik und elektronischer Musik aufnahmen. Zu nennen sind ferner Leni Stern, Susan Weinert, Andrei Ryabov, Peter Autschbach, Marc Ducret, Michael Sagmeister oder John Schröder.
Auch ist ein neuer Einfluss aus der Klassischen Gitarre festzustellen. Hier ist zunächst Dušan Bogdanović zu nennen, der Jazz, klassische Musik und Balkan-Musik fusionierte, aber auch Miroslav Tadić. Unter den jüngeren Gitarristen sticht hier Pasquale Grasso hervor, der den klassischen Ansatz mit der Technik von Chuck Wayne kombinierte. In der Gegenwart ist eine enorme Stilvielfalt in der Musik und bei Instrumententypen festzustellen. Bill Frisell repräsentiert die stilistische Vielfalt in seinem Werk.  Zunehmend wird die klare Abgrenzung zu anderen Musikrichtungen schwierig (als Beispiele seien hier genannt James „Blood“ Ulmer, Frank Zappa, Vernon Reid, Arto Lindsay, Fred Frith und Elliott Sharp).

## Spieltechniken
Für das Solospiel sind Spieltechniken entwickelt worden, die teilweise von denen der klassischen Gitarre abweichen. Hier sind das
Fingerpicking, Wes Montgomerys Daumen-Technik, das Spiel mit Plektrum und die besondere Grifftechnik von Django Reinhardt zu nennen. 

## Diskographische Auswahl (Übersichtsalben)
- Joe's Blues mit Joe Pass, Herb Ellis (1968)
- Guitar Genius in Japan mit Kenny Burrell, Jim Hall, Attila Zoller (1970)
- The Guitar Album: Historic Town Hall Concert mit George Barnes, Joe Beck, Charlie Byrd, Tiny Grimes, John McLaughlin, Bucky Pizzarelli und Chuck Wayne (1971)

### Auswahl von Artikeln über Jazz- und Fusion-Alben von und mit Jazzgitarristen
- Beyond the Missouri Sky (Short Stories) – Pat Metheny mit Charlie Haden
- Bitches Brew – Miles Davis mit John McLaughlin
- The Complete Quartets with Sonny Clark – Grant Green
- Dragon’s Head – Mary Halvorson
- Elegant Gypsy – Al Di Meola
- Extrapolation – John McLaughlin
- Friday Night in San Francisco – Paco de Lucía, John McLaughlin, Al Di Meola
- Getz/Gilberto – Stan Getz/João Gilberto
- Hot Rats – Frank Zappa
- Idle Moments – Grant Green
- In a Silent Way – Miles Davis mit John McLaughlin
- The Individualism of Gil Evans – Gil Evans mit Kenny Burrell
- Move! – Red Norvo mit Tal Farlow
- Out of the Cool – Gil Evans mit Ray Crawford
- Pangaea – Miles Davis mit Reggie Lucas, Pete Cosey
- Pêche à la Mouche: The Great Blue Star Sessions 1947/1953 – Django Reinhardt
- The RCA Victor Jazz Workshop – George Russell mit Barry Galbraith
- Solstice – Ralph Towner
- Song X – Pat Metheny mit Ornette Coleman
- Spillane – John Zorn mit Bill Frisell
- Timeless – John Abercrombie
- A Tribute to Jack Johnson – Miles Davis/John McLaughlin
- Welcome – Carlos Santana/John McLaughlin

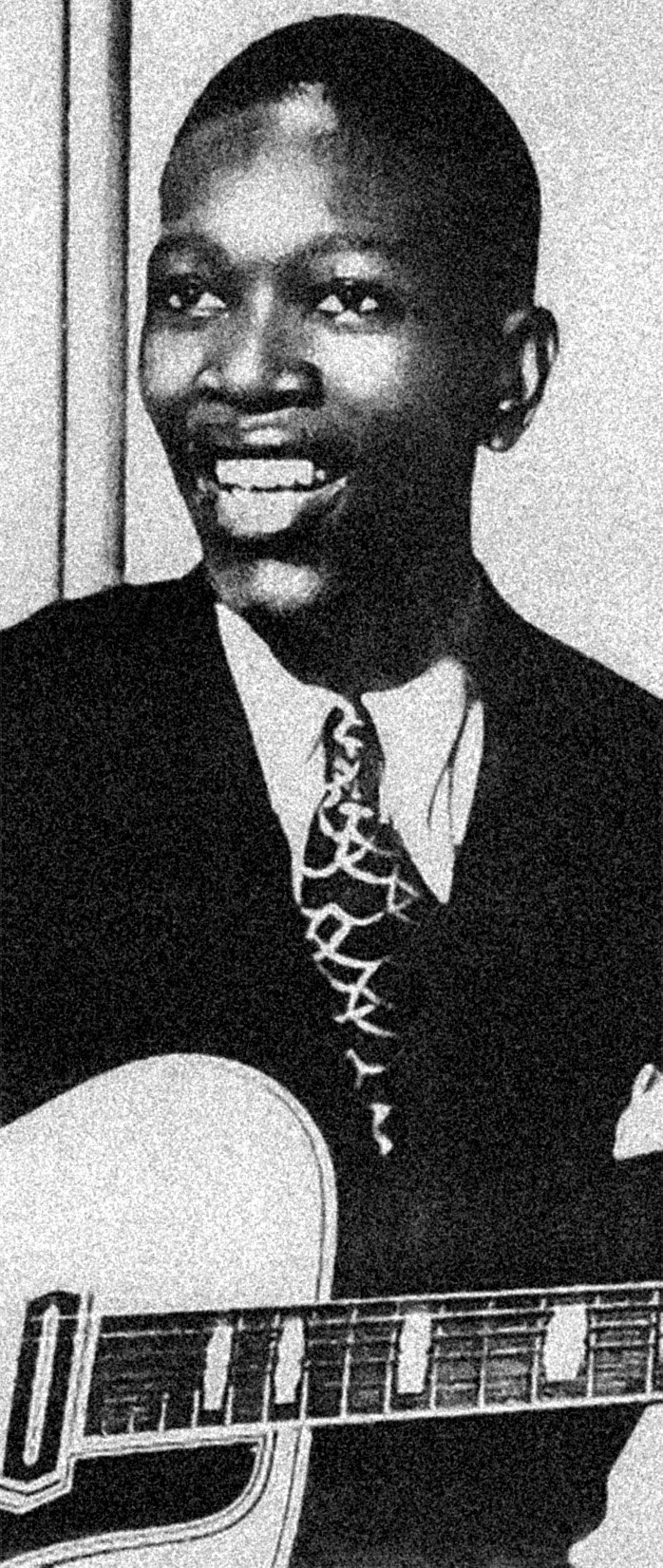
Charlie Christian
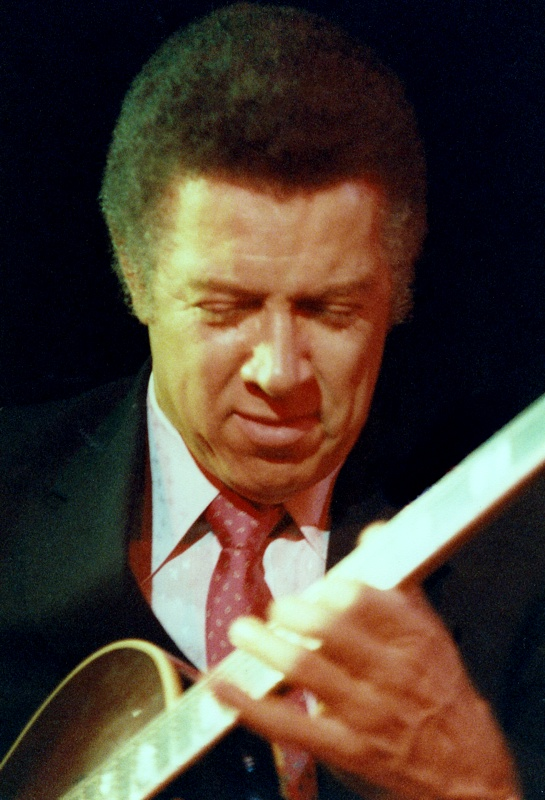
Kenny Burrell
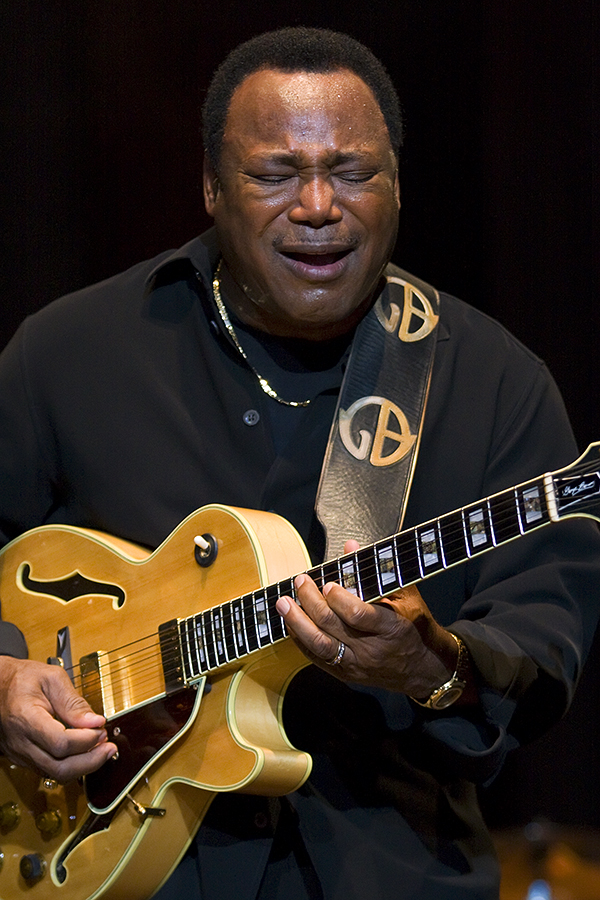
George Benson
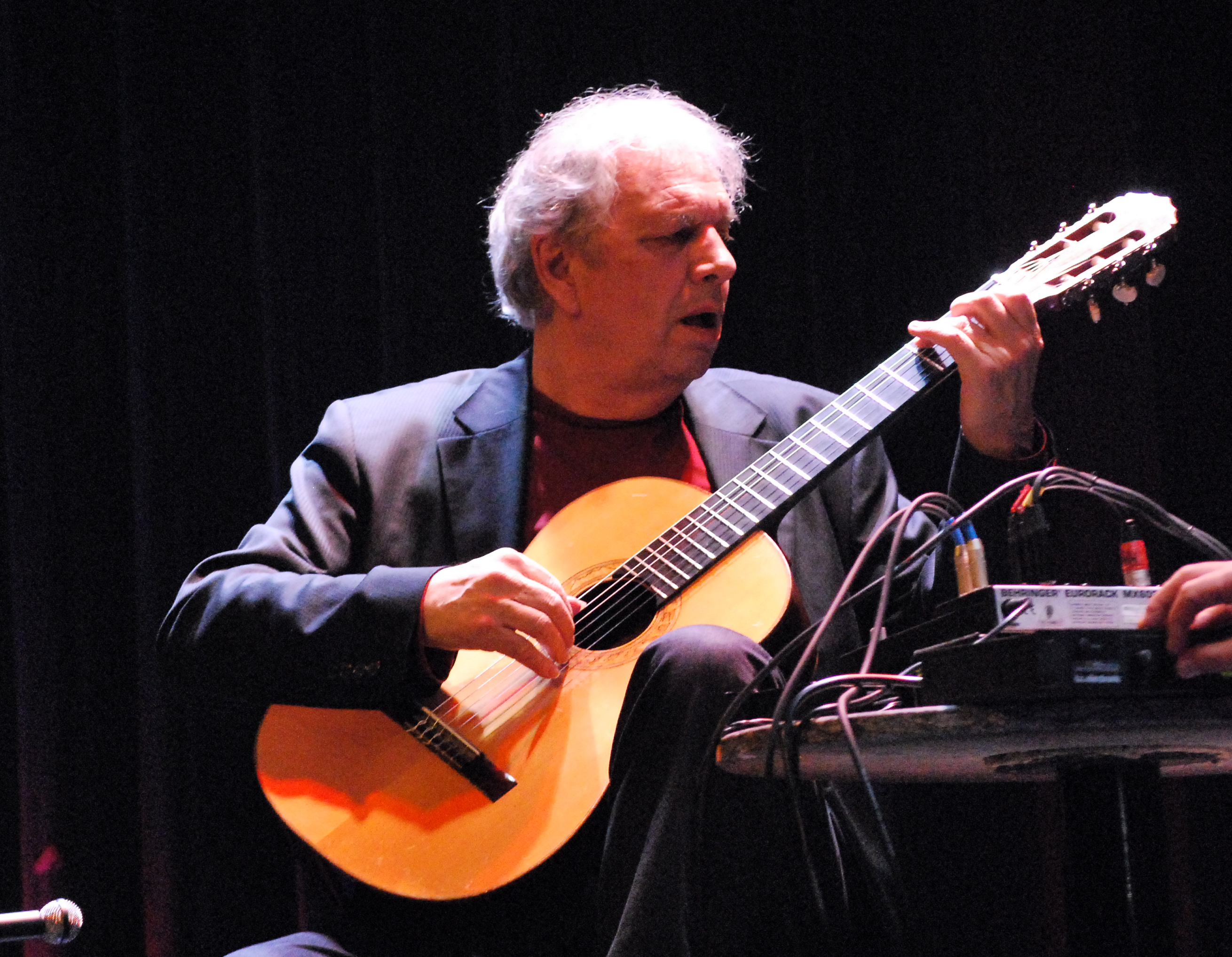
Ralph Towner
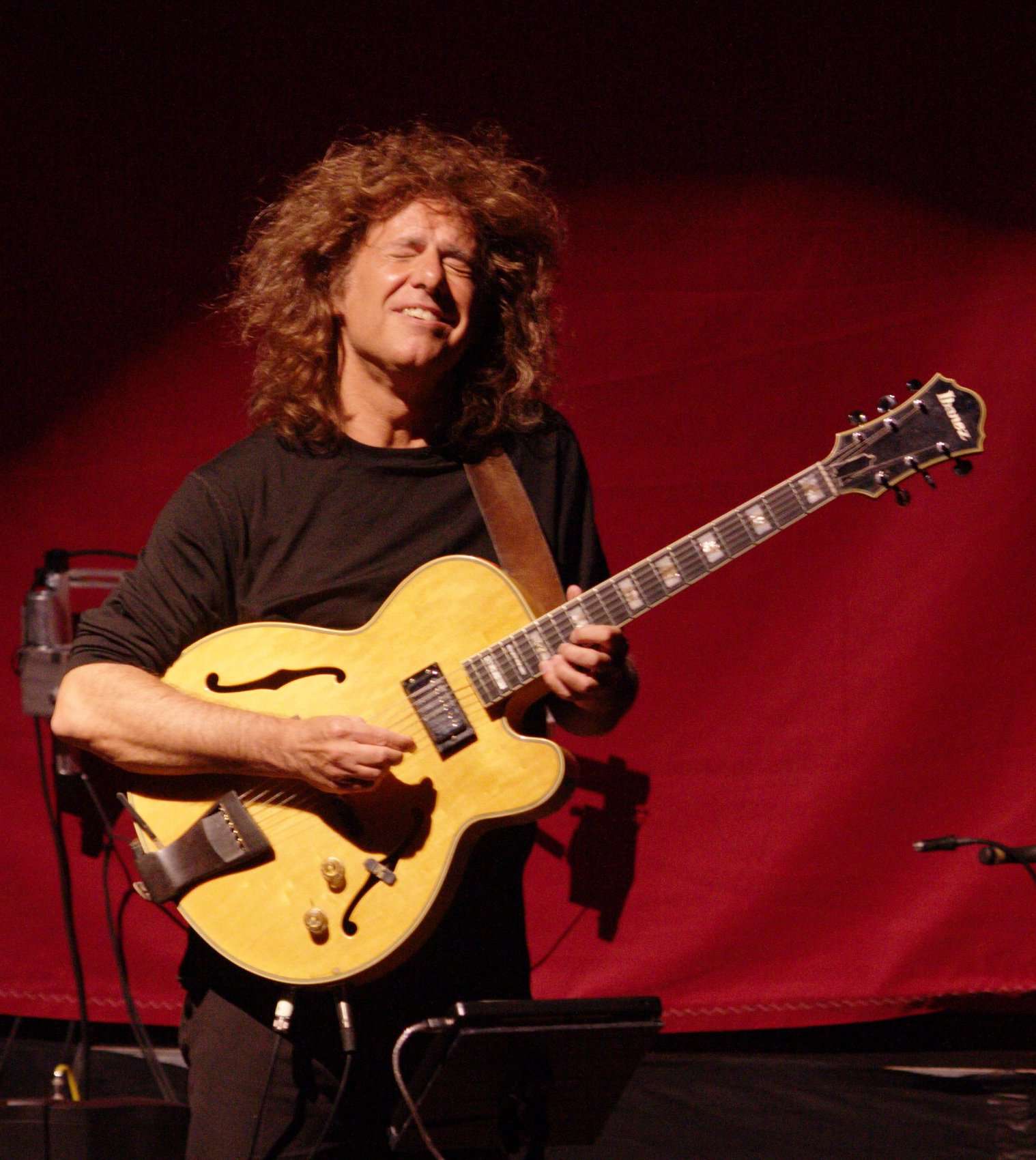
Pat Metheny
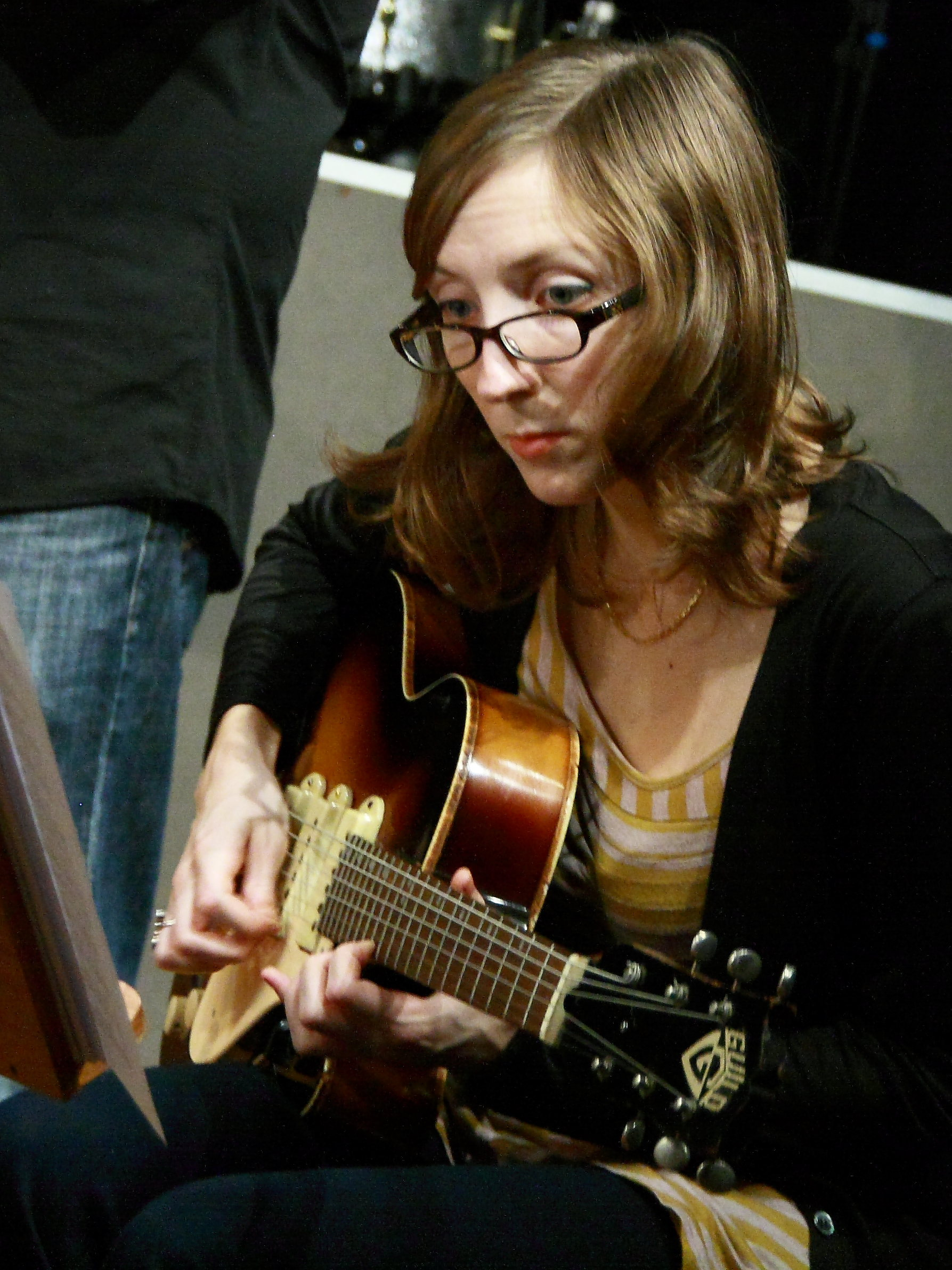
Mary Halvorson

## Wettbewerbe
- International Jarek Śmietana Jazz Guitar Competition, Krakau

### Lehrbücher
- Thomas Buhé: Schule für Plektrumgitarre. Deutscher Verlag für Musik. 1963
- Frank Haunschild: Modern Guitar Styles. Advance Music, 1996
- Michael Sagmeister: Michael Sagmeisters Jazz-Gitarre: Die Skalen im Jazz. AMA, 1999
- Ernst Sturmvoll: Jazz-Gitarre-Schule: Vom Anfang bis zur Vollendung. Dux, 1955
- Rolf Tönnes, Werner Neumann: Die Jazz-Methode für Gitarre. 2 Bände. Schott, Mainz (= Edition Schott. Band 8426–8427).
- Attila Zoller: Anleitung zur Improvisation für Gitarre. Schott, 1971